# الیزا اورژسکوا
الیزا اورژسکوا (انگلیسی: Eliza Orzeszkowa; ۶ ژوئن ۱۸۴۱ – ۱۸ مهٔ ۱۹۱۰) نویسنده، مقاله‌نویس، مترجم، و نویسندهٔ داستان کوتاه اهل امپراتوری روسیه بود. او یکی از نویسندگان برجسته لهستان در دوره پوزیتیویسم بود و به خاطر آثارش که به مسائل اجتماعی و حقوق زنان می‌پرداخت، شناخته می‌شود. در سال ۱۹۰۵، او به همراه هنریک سینکیه‌ویچ برای دریافت جایزه نوبل ادبیات نامزد شد.

## زندگی و حرفه

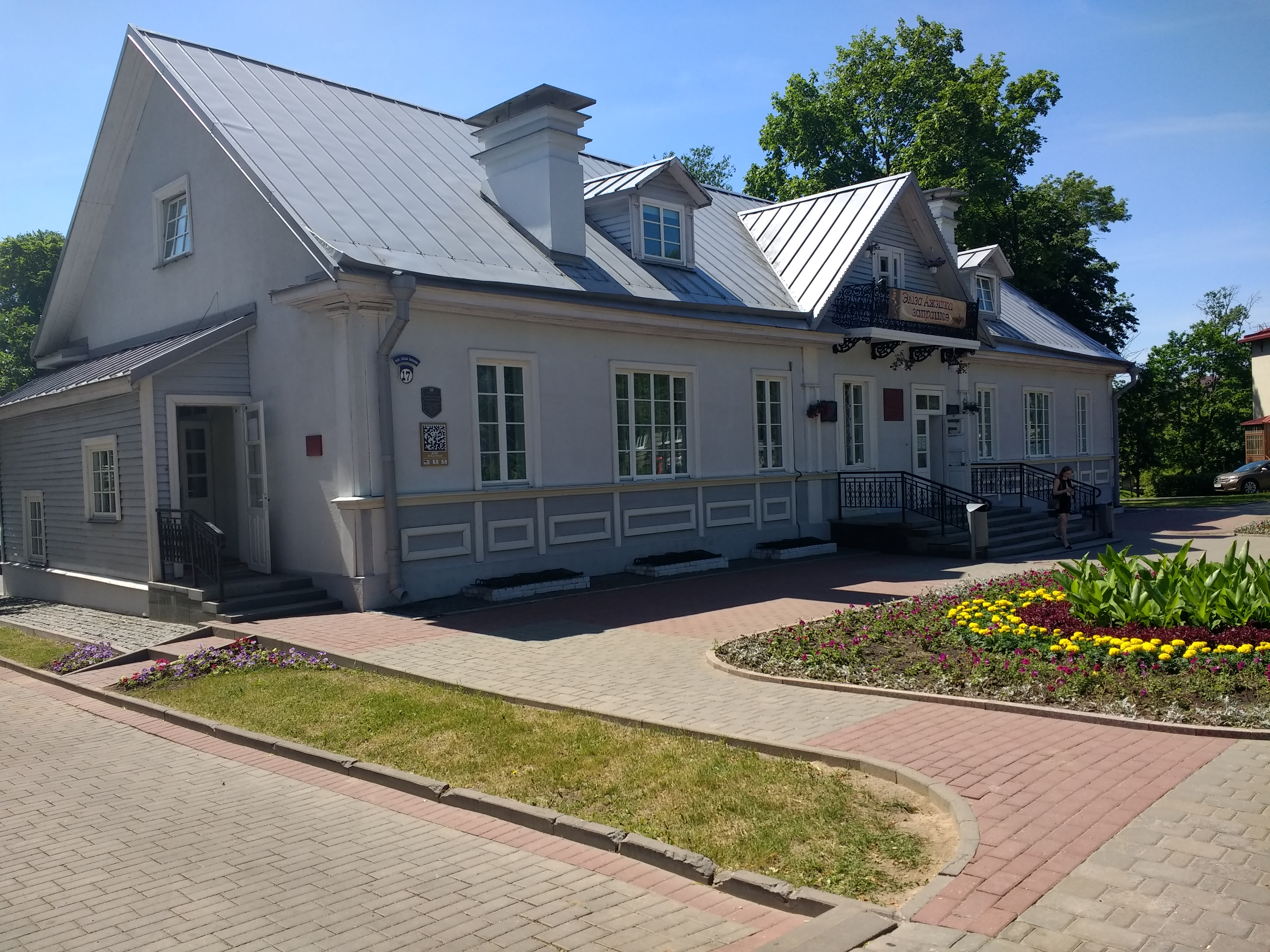
خانه ایلیزا ارژِشکوا در گرودنو، که اکنون یک موزه است

او به‌عنوان ایلیزا پاوِلوُسکا در یک املاک در میلکوفشچینا (که آن زمان در امپراتوری روسیه قرار داشت و اکنون در بلاروس است) به دنیا آمد و در نزدیکی گرودنو (که اکنون در بلاروس است) درگذشت. از سال ۱۸۵۲ تا ۱۸۵۷، در ورشو زندگی کرد و به مدرسه رفت. در آنجا با ماریا کونوپنیکا، نویسنده لهستانی دیگری آشنا شد. پس از بازگشت به میلکوفشچینا، در سن شانزده سالگی با پیوتر ارژِشکو، یک شلختا لهستانی که دو برابر سن او بود و پس از قیام ژانویه به سیبری تبعید شده بود، ازدواج کرد. آنها در سال ۱۸۶۹ به‌طور قانونی جدا شدند. در سال ۱۸۹۴، او پس از یک رابطه ۳۰ ساله با استانیسواف ناهورسکی دوباره ازدواج کرد، که چند سال بعد درگذشت. در سال ۱۸۶۶، او به گرودنو نقل مکان کرد و شروع به نوشتن رمان کرد.
ارژِشکوا مجموعه‌ای از ۳۰ رمان و ۱۲۰ داستان کوتاه، نمایشنامه و رمان کوتاه نوشت که شرایط اجتماعی کشور اشغال‌شده خود را بررسی می‌کرد. رمان ایلی ماکوور (۱۸۷۵) روابط میان یهودیان لهستان و شلختا لهستانی را توصیف می‌کند؛ و میر عزوفویچ (۱۸۷۸) به تعارض میان ارتدکس بودن یهودی و لیبرالیسم مدرن پرداخته است. در سال ۱۸۸۸، ارژِشکوا دو رمان در مورد رودخانه نمان نوشت: چام (دهقان) که به زندگی ماهیگیران می‌پردازد؛ و مشهورترین رمان او، ناد نیمن (در کنار نیمن) که اغلب با رمان پان تادئوش مقایسه می‌شود، مسائل اشرافیت لهستانی را در پس‌زمینه نظم سیاسی و اجتماعی تحلیل می‌کند. مطالعه‌ای در زمینه میهن‌پرستی و جهان‌وطنی او در سال ۱۸۸۰ منتشر شد. یک نسخه کامل از آثار او بین سال‌های ۱۸۸۴ و ۱۸۸۸ در ورشو منتشر شد که بسیاری از آثار او به زبان آلمانی نیز ترجمه شده است.

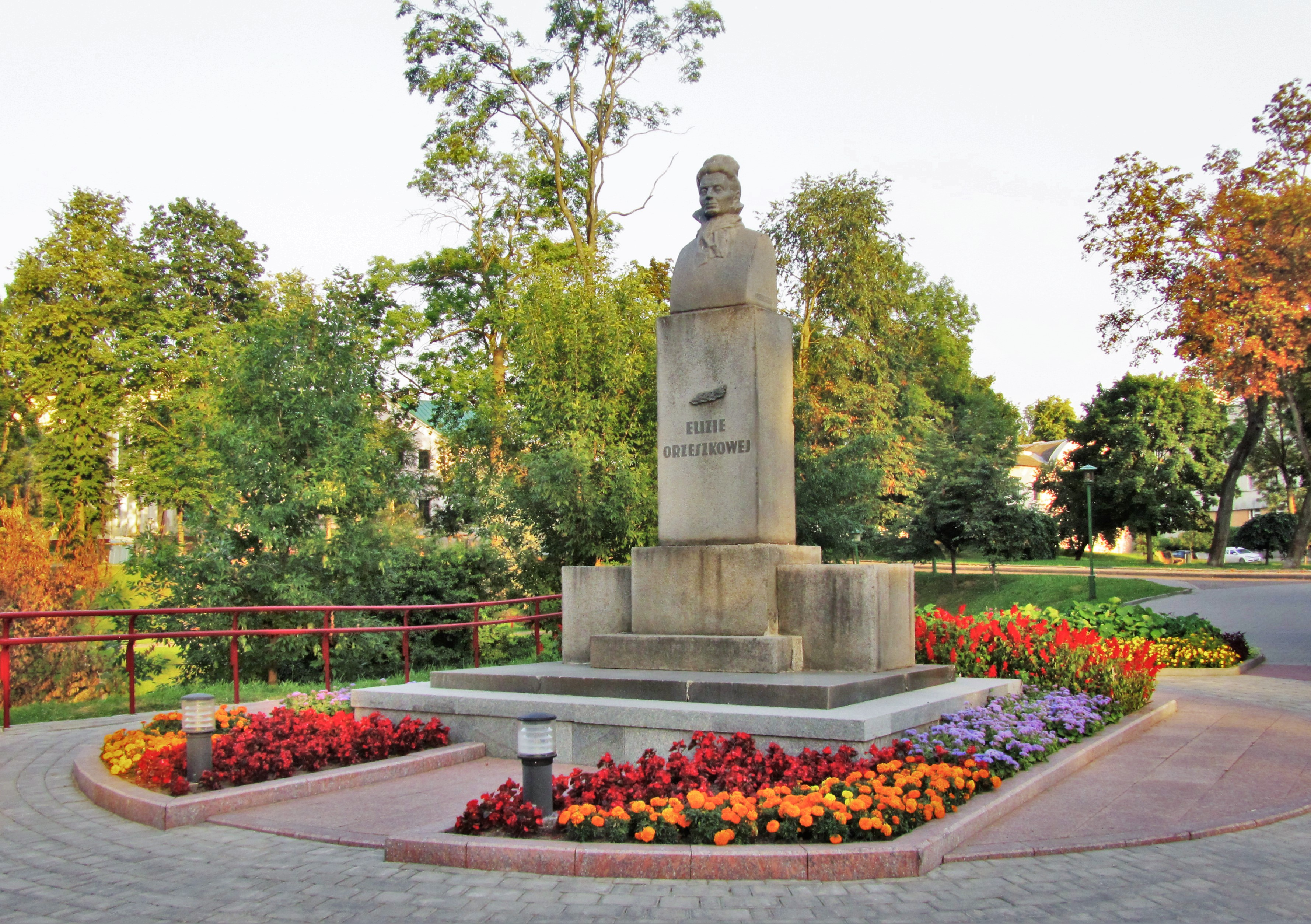
یادبود ایلیزا ارژِشکوا در گرودنو، بلاروس

در سال ۱۹۰۵، ارژِشکوا به همراه هنریک سینکیه‌ویچ و لئو تولستوی برای دریافت جایزه نوبل ادبیات نامزد شد. جایزه به سینکیه‌ویچ تعلق گرفت. طبق سوابق رسمی کمیته جایزه نوبل، ایده تقسیم جایزه رد شد زیرا آن را عمل تحقیرآمیز می‌دانستند و تنها سینکیه‌ویچ به عنوان برنده اعلام شد.

## یادبود
در سال ۱۹۲۹، مجسمه ارژِشکوا در گرودنو (بلاروس کنونی) رونمایی شد. در سال ۱۹۳۸، bust ایلیزا ارژِشکوا که توسط هنریک کونا طراحی شده بود، در پارک پراسکی ورشو رونمایی شد.
در سال ۱۹۷۸، یک فیلم بیوگرافی با عنوان تو به بالا خواهی رفت… که به ایلیزا ارژِشکوا اختصاص داشت، به کارگردانی زیگمونت اسکونیچنی ساخته شد و هانا ماریا گیزا در نقش نویسنده ظاهر شد. این فیلم بخشی از مجموعه فیلم‌های شخصیت‌های ادبیات لهستانی بود و در سال ۱۹۸۰ به نمایش درآمد.
در سال ۲۰۲۳، در دوازدهمین دوره روز ملی خواندن، کتاب ناد نیمن او در مکان‌های عمومی مختلف خوانده شد. رئیس‌جمهور لهستان، آندژی دودا، و بانوی اول لهستان، آگاتا کورنهائوسر-دودا، در این کمپین شرکت کردند.

## آثار منتخب

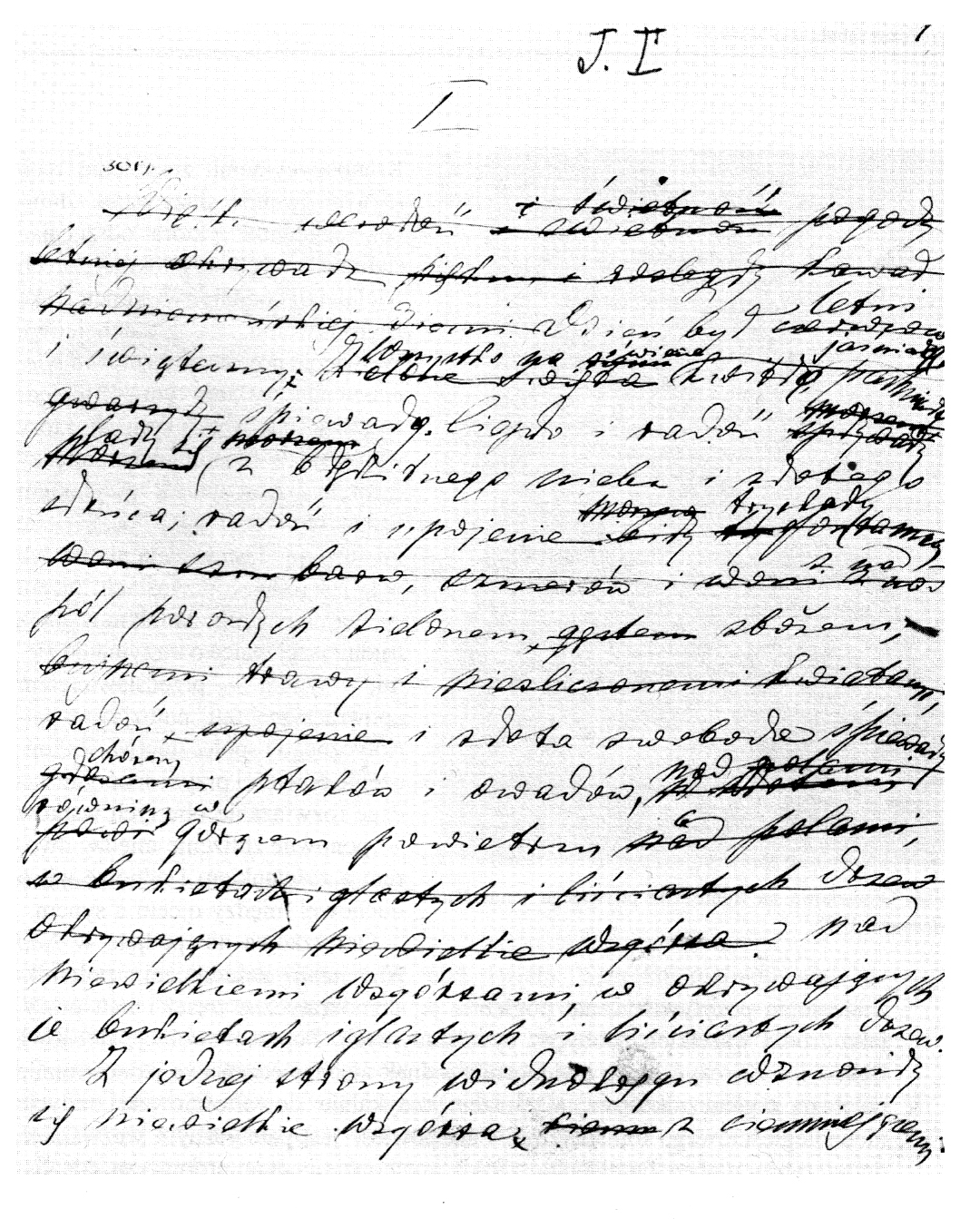
نسخه خطی رمان ناد نیمن

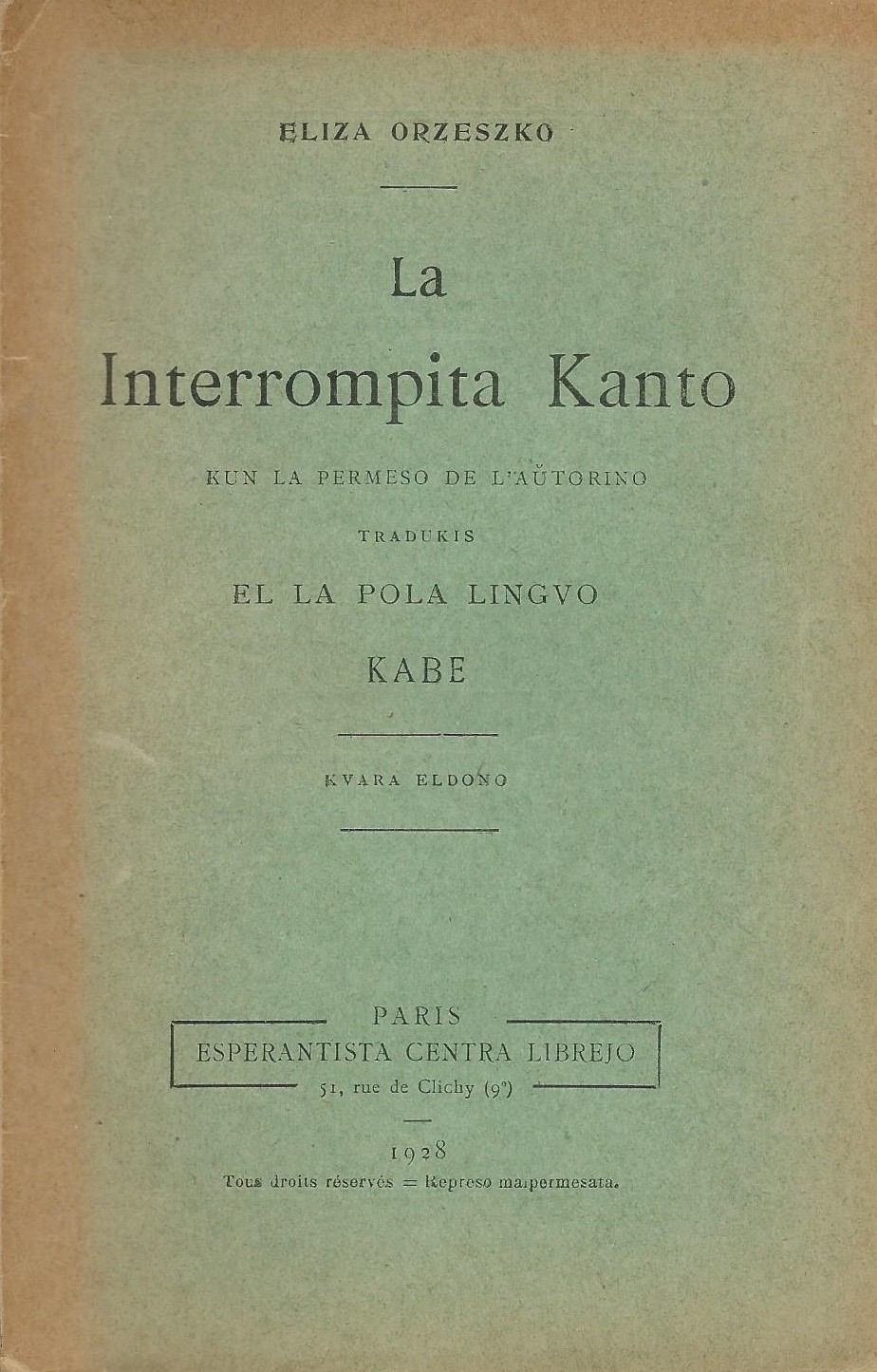
اثری از ارژِشکوا که به زبان اسپرانتو ترجمه شده است.

آثار ایلیزا ارژِشکوا در زمینه‌های مختلفی از جمله رمان، داستان کوتاه، مقاله و روزنامه‌نگاری اجتماعی به گستردگی تأثیرگذار بودند. او با نوشتن ۳۰ رمان و بیش از ۱۲۰ داستان کوتاه، به بررسی شرایط اجتماعی و سیاسی کشور خود در دوران اشغال لهستان پرداخت.
رمان‌های برجسته او مانند ناد نیمن و چام به مسائل مربوط به اشرافیت لهستانی، تضادهای اجتماعی و فرهنگی و مسائلی مانند میهن‌پرستی و جهان‌وطنی پرداخته‌اند. ارژِشکوا همچنین در آثارش به روابط میان گروه‌های اجتماعی مختلف، از جمله یهودیان و لهستانی‌ها، توجه ویژه‌ای داشته است، چنان‌که در رمان میر عزوفویچ به تضاد بین ارتدوکسی یهودی و لیبرالیسم مدرن پرداخته است.
او همچنین در عرصه روزنامه‌نگاری برای عدالت اجتماعی فعال بود و مقالاتی چون دربارهٔزنان و دربارهٔ یهودیان و مسئله یهودی را منتشر کرد که به مسائل اجتماعی و حقوقی گروه‌های مختلف در جامعه پرداخته‌اند.
آثار ارژِشکوا نه تنها در لهستان بلکه به زبان‌های مختلفی ترجمه شده و به عنوان بخشی از میراث فرهنگی لهستان شناخته می‌شوند. آثار او در ترکیب با سبک‌های نوشتاری قوی و تحلیل‌های اجتماعی عمیق، تصویری واقع‌گرایانه از جامعه و مشکلات آن دوران ارائه می‌دهند.
- تصویر از سال‌های گرسنگی (Obrazek z lat głodowych)، 1866
- آخرین عشق (Ostatnia miłość)، 1868
- از زندگی یک رئالیست (Z życia realisty)، 1868
- در استان (Na prowincji)، 1870
- در قفس (W klatce)، 1870
- پاک‌دامنان (Cnotliwi)، 1871
- یادداشت‌های واسیلاوا (Pamiętnik Wacławy)، 1871
- آقای گراپا (Pan Graba)، 1872
- در اعماق وجدان (Na dnie sumienia)، 1873
- مارثا (Marta)، 1873
- ایلی ماکوور (Eli Makower)، 1875
- خانواده بروچویچ‌ها (Rodzina Brochwiczów)، 1876
- پومپالینسکی‌ها (Pompalińscy)، 1876
- ماریا (Maria)، 1877
- میر عزوفویچ (Meir Ezofowicz)، 1878
- از طبقات مختلف (Z różnych sfer)، 1879–1882
- ارواح (Widma)، 1881
- سیلویک گورکن (Sylwek Cmentarnik)، 1881
- زیگمونت لاویچ و همکارانش (Zygmunt Ławicz i jego koledzy)، 1881
- حباب صابون (Bańka mydlana)، 1882–1883
- اولین‌ها (Pierwotni)، 1883
- دشت‌ها (Niziny)، 1885
- دزیوردزیوی‌ها (Dziurdziowie)، 1885
- میرتالا (Mirtala)، 1886
- در کنار نیمن (Nad Niemnem)، 1888
- دهقان (Cham)، 1888
- دوشیزه آنتونینا (Panna Antonina) (مجموعه‌ای از رمان‌ها)، 1888
- در شب زمستانی (W zimowy wieczór) (مجموعه‌ای از رمان‌ها)، 1888
- پرستش قدرت (Czciciel potęgi)، 1891
- جادوگر (Jędza)، 1891
- زاده‌های نیکو (Bene nati)، 1891
- وستالکا (Westalka)، 1891
- دو قطب (Dwa bieguny)، 1893
- ملانکولیک‌ها (Melancholicy)، 1896
- استرالسی‌ک (Australczyk)، 1896
- جرقه‌ها (Iskry) (مجموعه‌ای از رمان‌ها)، 1898
- آرگونات‌ها (Argonauci)، 1900
- به سوی ستارگان. دوگانه (Ad astra. Dwugłos)، 1904
- و سرودش را بگذار تا گریه کند (I pieśń niech zapłacze)، 1904
- گلویا ویکتیس (Gloria victis) (مجموعه‌ای از داستان‌های کوتاه)، 1910

- - روزنامه‌نگاری برای عدالت اجتماعی**
- چند کلمه درباره زنان (Kilka słów o kobietach)، 1870
- میهن‌پرستی و جهان‌وطنی (Patriotyzm i kosmopolityzm)، 1880
- درباره یهودیان و مسئله یهودی (O Żydach i kwestii żydowskiej)، 1882